# Richard Condon
Richard Thomas Condon (Manhattan, 18 marzo 1915 – Dallas, 9 aprile 1996) è stato uno scrittore statunitense.

## Biografia
Nato a Manhattan nel 1915, ha lavorato per 20 anni a Hollywood nell'ufficio stampa del produttore Max E. Youngstein, prima di lasciare tale impiego per eccesso di stress e dedicarsi alla scrittura a tempo pieno a partire dal 1957.
Ha esordito nella narrativa nel 1958 con il romanzo Furto su misura e ha ottenuto popolarità l'anno successivo, con The Manchurian Candidate grazie anche all'omonima trasposizione cinematografica del 1962.
Le sue opere hanno spesso fornito il soggetto per lungometraggi, tra i più noti si ricorda L'onore dei Prizzi del 1985 per la regia di John Huston.
È morto a 81 anni il 9 aprile 1996 a Dallas.

## Vita privata
Sposatosi nel 1938 con Evelyn Rose Hunt, dalla loro unione sono nati Deborah Weldon e Wendy Jackson.

## Opere

### Romanzi
- Furto su misura (The Oldest Confession, 1958), Milano, Longanesi, 1961 traduzione di Adriana Pellegrini
- The Manchurian Candidate (1959)
  - L'eroe della Manciuria, Milano, Longanesi, 1959 traduzione di Adriana Pellegrini
  - Il candidato della Manciuria, Roma, Fanucci, 2004 traduzione di Annalisa Di Liddo ISBN 88-347-1048-7.
- Un angelo arrabbiato (Some Angry Angel: A Mid-Century Faerie Tale, 1960), Milano, Longanesi, 1963 traduzione di Adriana Pellegrini
- Un talento per amare (A Talent for Loving, 1961), Milano, Longanesi, 1964 traduzione di Adriana Pellegrini
- Gli appestati (An Infinity of Mirrors), Milano, Longanesi, 1964 traduzione di Adriana Pellegrini
- La gazza ladra (Any God Will Do, 1964), Milano, Longanesi, 1968 traduzione di Irene Brin
- The Ecstasy Business (1967)
  - Follie di Hollywood '69, Milano, Longanesi, 1969 traduzione di Bruno Oddera
  - I corrotti, Milano, Mondadori, 1993 traduzione di Bruno Oddera ISBN 88-04-37589-2.
- Mile High (1969)
  - Il re della mafia, Milano, Longanesi, 1972 traduzione di Bruno Oddera
  - Alibi di famiglia, Milano, Mondadori, 1992 traduzione di Fabio Malgaretti ISBN 88-04-36401-7.
- The Vertical Smile (1971)
- Una canaglia impeccabile (Arigato, 1972), Milano, Longanesi, 1974 traduzione di Bruno Oddera
- And Then We Moved to Rossenarra: or, The Art of Emigrating (1973)
- Winter Kills (1974)
- The Star-Spangled Crunch (1974)
- Money Is Love (1975)
- The Whisper of the Axe (1976)
- La donna abbandonata (The Abandoned Woman, 1977), Milano, Rizzoli, 1980 traduzione di Bruno Oddera
- Morte di un politico (Death of a Politician, 1978), Milano, Mondadori, 1991 traduzione di Roberta Rambelli ISBN 88-04-35345-7.
- Bandicoot (1979)
- The Entwining (1981)
- A Trembling upon Rome (1983)
- L'imperatore d'America (Emperor of America, 1990), Milano, Mondadori, 1991 traduzione di Roberta Rambelli ISBN 88-04-34698-1.
- Il fattore determinante (The Final Addiction, 1991), Milano, Mondadori, 1993 traduzione di Antonio Ghirardelli ISBN 88-04-36666-4.
- La pietra rossa (The Venerable Bead, 1992), Milano, Mondadori, 1994 traduzione di Antonio Ghirardelli ISBN 88-04-38274-0.

### Serie Prizzi
- L'onore dei Prizzi (Prizzi's Honor, 1982), Milano, Longanesi, 1986 traduzione di Bruno Oddera ISBN 88-304-0605-8.
- La famiglia Prizzi (Prizzi's Family, 1986), Milano, Corbaccio, 1992 traduzione di Bruno Oddera ISBN 88-7972-008-2.
- La gloria dei Prizzi (Prizzi's Glory, 1988), Milano, Mondadori, 1990 traduzione di Roberta Rambelli ISBN 88-04-33116-X.
- La vendetta dei Prizzi (Prizzi's Money), Milano, Mondadori, 1994 traduzione di Fabio Feminò e Paola Tacchino ISBN 88-04-38877-3.

### Saggi
- The Mexican Stove con Wendy Bennett (1973)

## Adattamenti cinematografici
- Furto su misura (The Happy Thieves), regia di George Marshall (1961)
- Va' e uccidi (The Manchurian Candidate), regia di John Frankenheimer (1962)
- La strana maledizione di Montezuma (A Talent for Loving), regia di Richard Quine (1969)
- Rebus per un assassinio (Winter Kills), regia di William Richert (1979)
- L'onore dei Prizzi (Prizzi's Honor), regia di John Huston (1985)
- The Manchurian Candidate, regia di Jonathan Demme (2004)

## Premi e riconoscimenti
- Los Angeles Film Critics Association Awards 1985: secondo classificato con L'onore dei Prizzi
- Oscar alla migliore sceneggiatura non originale: 1986 nomination  per L'onore dei Prizzi
- Golden Globe per la migliore sceneggiatura: 1986 nomination  per L'onore dei Prizzi
- BAFTA alla migliore sceneggiatura non originale: 1986 vincitore con L'onore dei Prizzi